# Prêmio Brasil Paraolímpico 2009
Prêmio Brasil Paraolímpico 2009 foi a segunda edição do Prêmio Brasil Paraolímpico, que homenageia grandes figuras esportivas do país que se destacaram naquele ano.

## Vencedores
- Melhor atleta masculino: Daniel de Farias Dias
- Melhor atleta feminino: Josiane Dias de Lima
- Revelação Masculina: Jonathan de Souza Santos
- Revelação Feminina: Viviane Soares
- Melhor equipe: Futebol de 5
- Melhor atleta-guia: Jorge Luis Silva e Souza, o Chocolate (Terezinha)
- Melhor oficial Técnico: Erinaldo Batista das Chagas, Pit
- Melhor Técnico: Walquíria da Silva Campelo
- Melhor Reportagem de TV: Halterofilismo/ TV Record[2]
- Melhor Reportagem de Jornal: Daniel Dias/ Zero Hora
- Melhor Foto: Daniel Dias/ Saulo Cruz